# مايكل وجسيك
مايكل وجسيك (بالبولندية: Michał  Wójcik)‏ هو سياسي بولندي، ولد في 17 أبريل 1971 في كراكوف في بولندا. حزبياً، نشط في حزب العدالة والقانون البولندي. وقد انتخب عضو سيم ‏.